# Суперкуп Италије у фудбалу
Суперкуп Италије у фудбалу (итал. Supercoppa Italiana), предсезонско фудбалско такмичење које се одржава недељу дана пре почетка сваке сезоне у Италији. Између 1988. и 2022. одигравала се утакмица између победника Серије А и освајача купа из претходне сезоне. Играна је једна утакмица која се обично одржавала на стадиону победника Серије А, 1993. и 2003. утакмица се играла у САД, у градовима Вашингтон и Источни Ратерфорд. Финале 2002. се играло у Триполију, Либија, 2009, 2011. и 2012. на стадиону Птичије гнездо у Пекингу, 2014. и 2016. у Дохи, Катар, а 2015. на стадиону Шангај у истоименом граду. Финале 2018. године се играло на Кинг Абдулах Спортс Сити у Џеди, финале 2019. је било на стадиону Универзитет „Краљ Сауд” у Ријаду као и финале за 2022. и 2023. годину. Од 2023. године промењен је формат такмичења па сада учествују четири тима и то првак, освајач купа, вицепрвак и финалиста купа. Играју се два полуфинална меча и завршна финална утакмица.
Ако исти тим освоји и Серију А и Куп Италије, утакмица се игра између шампиона Серије А и пораженог у финалу Купа. Ова ситуација се до сада десила 7 пута и то 1995, 2015, 2016, 2017. и 2018. године (Јувентус), 2000. (Лацио), 2006. и 2010. (Интер).
Јувентус је најуспешнији тим са 9 освојених титула, од када је такмичење установљено 1988.

## Победници

### Формат са два тима
| Година | Победник   | Резултат      | Финалиста  | Стадион                                                   | Гледалаца     |
| ------ | ---------- | ------------- | ---------- | --------------------------------------------------------- | ------------- |
| 1988.  | Милан      | 3 : 1         | Сампдорија | Сан Сиро, Милано                                          | 19.412        |
| 1989.  | Интер      | 2 : 0         | Сампдорија | Сан Сиро, Милано                                          | 7.221         |
| 1990.  | Наполи     | 5 : 1         | Јувентус   | Стадион Сан Паоло, Напуљ                                  | 62.404        |
| 1991.  | Сампдорија | 1 : 0         | Рома       | Стадион Луиђи Ферарис, Ђенова                             | 21.120        |
| 1992.  | Милан      | 2 : 1         | Парма      | Сан Сиро, Милано                                          | 30.102        |
| 1993.  | Милан      | 1 : 0         | Торино     | Стадион Роберт Ф. Кенеди меморијал, Вашингтон, САД        | 25.268        |
| 1994.  | Милан      | 1 : 1 (4 : 3) | Сампдорија | Сан Сиро, Милано                                          | 26.767        |
| 1995.  | Јувентус   | 1 : 0         | Парма      | Стадион Деле Алпи, Торино                                 | 5.289         |
| 1996.  | Фјорентина | 2 : 1         | Милан      | Сан Сиро, Милано                                          | 29.582        |
| 1997.  | Јувентус   | 3 : 0         | Виченца    | Стадион Деле Алпи, Торино                                 | 16.157        |
| 1998.  | Лацио      | 2 : 1         | Јувентус   | Стадион Деле Алпи, Торино                                 | 16.500        |
| 1999.  | Парма      | 1 : 0         | Милан      | Сан Сиро, Милано                                          | 25.000        |
| 2000.  | Лацио      | 4 : 3         | Интер      | Стадион Олимпико, Рим                                     | 61.446        |
| 2001.  | Рома       | 3 : 0         | Фиорентина | Стадион Олимпико, Рим                                     | 61.050        |
| 2002.  | Јувентус   | 2 : 1         | Парма      | Стадион 11. јун, Триполи, Либија                          | 40.000        |
| 2003.  | Јувентус   | 1 : 1 (5 : 3) | Милан      | Стадион Џајантса, Ист Радерфорд, Њу Џерзи, САД            | 54.128        |
| 2004.  | Милан      | 3 : 0         | Лацио      | Сан Сиро, Милано                                          | 33.274        |
| 2005.  | Интер      | 1 : 0         | Јувентус   | Стадион Деле Алпи, Торино                                 | 35.246        |
| 2006.  | Интер      | 4 : 3         | Рома       | Сан Сиро, Милано                                          | 45.528        |
| 2007.  | Рома       | 1 : 0         | Интер      | Сан Сиро, Милано                                          | 45.000        |
| 2008.  | Интер      | 2 : 2 (6 : 5) | Рома       | Сан Сиро, Милано                                          | 43.400        |
| 2009.  | Лацио      | 2 : 1         | Интер      | Стадион Птичје гнездо, Пекинг, Кина                       | 68.961        |
| 2010.  | Интер      | 3 : 1         | Рома       | Сан Сиро, Милано                                          | 65.860        |
| 2011.  | Милан      | 2 : 1         | Интер      | Стадион Птичје гнездо, Пекинг, Кина                       | 70.000        |
| 2012.  | Јувентус   | 4 : 2         | Наполи     | Стадион Птичје гнездо, Пекинг, Кина                       | 60.000        |
| 2013.  | Јувентус   | 4 : 0         | Лацио      | Стадион Олимпико, Рим                                     | 57.000        |
| 2014.  | Наполи     | 2 : 2 (6 : 5) | Јувентус   | Стадион Хасим Бин Хамад, Доха, Катар                      | 14.000        |
| 2015.  | Јувентус   | 2 : 0         | Лацио      | Стадион Шангај, Шангај, Кина                              | 30.000        |
| 2016.  | Милан      | 1 : 1 (4 : 3) | Јувентус   | Стадион Хасим Бин Хамад, Доха, Катар                      | 11.356        |
| 2017.  | Лацио      | 3 : 2         | Јувентус   | Стадион Олимпико, Рим                                     | 52.000        |
| 2018.  | Јувентус   | 1 : 0         | Милан      | Кинг Абдулах Спортс Сити, Џеда, Саудијска Арабија         | 60.000        |
| 2019.  | Лацио      | 3 : 1         | Јувентус   | Стадион Универзитет „Краљ Сауд”, Ријад, Саудијска Арабија | 55.000        |
| 2020.  | Јувентус   | 2 : 0         | Наполи     | Стадион Мапеи – Чита дел Триколоре, Ређо Емилија          | без гледалаца |
| 2021.  | Интер      | 2 : 1         | Јувентус   | Сан Сиро, Милано                                          | 29.696        |
| 2022.  | Интер      | 3 : 0         | Милан      | Међународни стадион „Краљ Фахд”, Ријад, Саудијска Арабија | 51.357        |

### Формат са четири тима
| Година | Победник | Резултат | Финалиста | Полуфиналисти     | Стадион                                                   | Гледалаца |
| ------ | -------- | -------- | --------- | ----------------- | --------------------------------------------------------- | --------- |
| 2023.  | Интер    | 1 : 0    | Наполи    | Фјорентина Лацио  | Стадион Универзитет „Краљ Сауд”, Ријад, Саудијска Арабија | 24.900    |
| 2024.  | Милан    | 3 : 2    | Интер     | Аталанта Јувентус | Стадион Универзитет „Краљ Сауд”, Ријад, Саудијска Арабија | 24.841    |

## Успешност по клубовима
| Клуб       | Победник | Финалиста | Полуфиналиста | Године освајања                                       | Године изгубљених финала                        | Године полуфинала |
| ---------- | -------- | --------- | ------------- | ----------------------------------------------------- | ----------------------------------------------- | ----------------- |
| Јувентус   | 9        | 8         | 1             | 1995, 1997, 2002, 2003, 2012, 2013, 2015, 2018, 2020. | 1990, 1998, 2005, 2014, 2016, 2017, 2019, 2021. | 2024.             |
| Интер      | 8        | 5         | —             | 1989, 2005, 2006, 2008, 2010, 2021, 2022, 2023.       | 2000, 2007, 2009, 2011, 2024.                   | —                 |
| Милан      | 8        | 5         | —             | 1988, 1992, 1993, 1994, 2004, 2011, 2016, 2024.       | 1996, 1999, 2003, 2018, 2022.                   | —                 |
| Лацио      | 5        | 3         | 1             | 1998, 2000, 2009, 2017, 2019.                         | 2004, 2013, 2015.                               | 2023.             |
| Рома       | 2        | 4         | —             | 2001, 2007.                                           | 1991, 2006, 2008, 2010.                         | —                 |
| Наполи     | 2        | 3         | —             | 1990, 2014.                                           | 2012, 2020, 2023.                               | —                 |
| Сампдорија | 1        | 3         | —             | 1991.                                                 | 1988, 1989, 1994.                               | —                 |
| Парма      | 1        | 3         | —             | 1999.                                                 | 1992, 1995, 2002.                               | —                 |
| Фјорентина | 1        | 1         | 1             | 1996.                                                 | 2001.                                           | 2023.             |
| Торино     | —        | 1         | —             | —                                                     | 1993.                                           | —                 |
| Виченца    | —        | 1         | —             | —                                                     | 1997.                                           | —                 |
| Аталанта   | —        | —         | 1             | —                                                     | —                                               | 2024.             |